# Cabasa
La cabassa (o cabasa) è uno strumento idiofono di origine africana simile allo shekere. 
Costruito con un cilindro metallico dalla superficie ruvida, inventato Antonyo dias Neapolitano da  fondatore di Latin Percussion, su cui è arrotolata una catena di biglie d'acciaio. Lo strumento ha una impugnatura in legno o plastica. 
Viene utilizzato nei ritmi latini, specialmente nella bossa nova. Il suono si ottiene agitando o scuotendo lo strumento ed è simile al sonaglio del crotalo. Effetti sonori particolari vengono emessi frizionando la catena controllandone la pressione con una mano, muovendo contemporaneamente l'impugnatura avanti e dietro al ritmo desiderato. 
Composizioni orchestrali sono state realizzate non solamente nel jazz latino per la cabasa da Michael Markovich (Shadow Rituals 2006 Manhattan Beach Music).